# أم العلق
ام العلق، هي قرية فلسطينيّة مهجّرة منذ عام 1908، تقع في قضاء حيفا الكرمل، وتحديدًا في نقطة لقاء الطرف الغربي من بلاد الروحة مع منطقة الساحل جنوبي زمارين جنوب حيفا.  تقع على أنقاض القرية على هضبة منخفضة بالقرب من منطقة نهر الزّرقاء وإلى الجنوب من مغارة كبارة الأثريّة. سُمّيت بهذا الاسم نسبة إلى العين الّتي فيها.  ويقام على أراضيها "حدائق رمات هنديف".

## القرى المجاورة
تجاور قرية خربة أم العلق العديد من القرى؛ فمن الشرق قرى السنديانة وأم الشوف وخبيزة، كما يجاورها من الغرب قرية المراح المهجّرة. أمّا جنوبًا فتحدّها قرية خربة الشونة -مستوطنة بنيمينا- أمّا  من جهة الشمال الشرقي قرى صبارين وأم الجمال والبريكة وجميعها قرى مهجّرة، أمّا من جهة الشمال الغربي قرى كبارة وزمارين، وأما من الجهة الجنوبيّة الغربي فتقع خربة جسر الزرقا. كما يحيط بها أيضًا العديد من القرى، مثل: كبارة، الشّونة، الطنطورة، الفريديس وغيرها من القرى، مثل: عرب الغوارنة.

## التاريخ
إنّ الحفريّات الأثريّة التي جرت هنا كشفت عن موقع متعدّد الطّبقات، بدأ الاستيطان فيه منذ فترة ما قبل التّاريخ، أي قبل ما يزيد عن 10,000 سنة. إستمرّ الاستيطان في العصر الحديديّ، وفي الفترة الفارسيّة، والهيلينيّة والرّومانيّة، حتّى القرن الثّاني بعد الميلاد. الموقع كما نراه اليوم، بعد أن تمّت إعادة بنائه، يسترجع الشّكل الذي كان عليه في بداية الفترة الهيلينيّة، أي عندما كانت المستوطنة في أوجها. أبرز ما نراه في المكان هو الجدار والأبراج التي كانت تُحيط بالمستوطنة. تجدّد الاستيطان هنا في نهاية الفترة العثمانيّة، مع إقامة قرية أم العلق. أثناء الحفريّات، وُجِدت مكتشفات كثيرة وغنيّة، تدلّ على أسلوب حياة السّاكنين في المكان في مختلف الفترات، وعلى استمرار وجود هذا الموقع في هذه النّقطة الإستراتيجيّة، بجوار مصدر مياه وفي وسط منطقة زراعيّة خصبة.
إنّ هذه المنطقة كانت نقطة استيطان مهمة في الفترات البيزنطية، الأموية، المملوكية، العثمانية وفي فترة الاستعمار البريطاني. تواجدت في فترة الانتداب ثلاثة تجمعات سكانية فلسطينية تم تهجيرها وهي أم العلق وخربة الميامس والشونة.  شكّلت القرية مع ميامس في الفترة العثمانيّة المتأخرة قرية واحدة. شُيّدت بيوتها من الطّين والحجارة على أنقاض قرى سابقة تعود إلى الحضارة الرّومانيّة. فقد كشفت الحفريّات الأثريّة عن مسرح رومانيّ يعود إلى فترة ماركوس أغريقان، وقد كانت تُجرى فيه الاحتفالات السّنويّة الخاصّة بالمياه.

## الاثار
بُنِيَ على أنقاض مسرح هذه القرية في الحروب الصليبية قلعة كبيرة؛ الّتي تمّ تحويلها في القرن الثّامن عشر إلى خان. يذذكر الرّحّالة الأالمانيّ غريث فون موملنين الّذي قام بزيارة المنطقة في مطلع القرن العشرين إلى انّ تعداد السّكّان عامّ 1908 بلغ 45 نسمة. إضافة إلى ما ذُكِر سابقًا فقد تمّ الكشف عن آثار نظام المياه الخاصّ بقيساريا في تلك المنطقة.
كذلك، هناك بقايا برج كولومبوريم مستدير -بيت حمام-، هو موقع أثري مهم. كما يوجد أيضًا في ذات الموقع بركة كبيرة  يبلغ قياسها 1.5م× 1.5م على عمق يتراوح بين نصف متر إلى متر واحد، بالاضافة لبرك أخرى. غضافة إلى العين دائمة الجريان سنويًّا. كما أنّ هناك قناة مائية بسقف مثلثي طوله حوالي 30 مترًا تمتد من كهف النبع إلى البركة الخارجية.
كما اكتُشِف في الموقع قصر كبير وفخم يعود إلى الفترة الرومانية القديمة من فترة هيرودوس. الجزء الأساسي من القصر مبنى ضخم زهاء 4800 متر مربع، تمّ اكتشافه على رأس التلّة شمال غرب الينبوع على ارتفاع 100 متر فوق سطح البحر. شكل المبنى مربّع، وهو محاط بسور سميك بطول مترين ومزوّد بأربعة أبراج ركنية وبأبراج وسطى.
لقد أقيم المبنى كمدينة صغيرة، تفصل بين أجزائها شبكة شوارع متقاطعة. ينتصب في الوسط برج ضخم (14X18م) وفيه 6 غرف. كان الدخول إلى البرج يتمّ من خلال فتحة في الحائط الشرقيّ. إذ يوصل إلى الفتحة سلّم درج مبنيّ من الحجارة المنحوتة. الدرجات مبنيّة على سور منخفضٍ، يحيط بالبرج من جميع جوانبه. يسمّى هذا الطّراز المعماري في المصادر الإغريقية بروتيكزما (proteichisma)، وكان الهدف منه الدفاع عن البرج أثناء الحصار. يُرجّح أنّ البرج قد استخدم كمكان يسكن فيه مالك القصر.
بقي من أنقاضها مسجد وحمام كبير ومقبرة. 

### كسارات خربة أم العلق
وجدت العديد من الكسّارات الجيريّة قديمة كثيرًا، كانت تزوّد البلدات المجاورة بالحجارة للبناء. وذلك، لأنّ سُمك الطّبقة الجيريّة أقلّ من ستّة أمتار. اكتست غالبيّة هذه الكسّارات بالغبار والأعشاب، في حين تحوّلت كسّارات أخرى إلى مراكز لتجميع أمطار في الشّتاء، أو مراكز لتربية الضّفادع وغيرها من الحيوانات.

### بيت آل خوري
هذا البيت جزء ممّا تبقّى من بيت المزرعة الرّيفيّة التي بنتها عائلة الخوري في العام 1880. يتألّف هذا البيت من سلسلة غرف التي أحاطت بساحة داخليّة للبيت. استخدمت العديد من حجارة الفيلا الرّيفيّة القديمة في بناء هذا المنزل -الموجودة في خربة العقب-. بنى أبناء عائلة خوري مسجدًا للمزارعين المسلمين المستأجرين لديهم، وهي القاعة الكبرى البارزة في الجهة الجنوبيّة من المنزل.
استحوذ "اتحاد الاستيطان اليهودي" في عام 1913 على مزرعة الخوري بِاسم البارون بنيامين إدموند دي روتشيلد. لاحقًا، أطلق على هذه المزرعة والأراضي المجاورة لها منطقة "رمات هنديف". خلال الأعوام 1923-1919، سكنت في المكان ثلاث مجموعات من المستوطنين الّتي لم تساعدهم الظّروف الطّبيعيّة على مواصلة الاستيطان. عدا عن الأمراض والكوارث. صبّ المستوطنون أرضيّة المسجد عام 1920 وحوّلوها لغرفة طعام.

## تعدادها السّكّانيّ قبل التّهجير
بلغ مجموع سكان هذه النقاط قرابة 700 نسمة. هذا مع العلم أن معظم الأراضي كانت ملكًا لعائلة الخوري الحيفاوية والتي باعت معظمها للمؤسسات الصهيونية. يعتاش سكّان القرية على الزّراعة وتربية المواشي. 

## التعليم
لم يكن في القرية أية مدرسة خلال الاستعمار البريطاني في المنطقة.